# Réserve active (KGB)

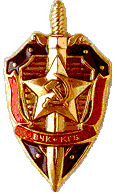
Emblème de l'épée et du bouclier du KGB.

La réserve active du KGB (une traduction plus précise du russe étant « réserve intérimaire ») sont des membres de l'organisation qui travaillent sous couverture « soit en faisant semblant d'assumer divers emplois, soit en utilisant comme couverture des professions dans lesquelles ils sont réellement formés,. » Les officiers de réserve actifs du KGB occupaient généralement des postes tels que directeurs adjoints de la recherche scientifique ou doyens responsables des relations extérieures dans les institutions universitaires de l'Union soviétique, bien que ces personnes ne soient pas des scientifiques. D'autres officiers ont été formés pour certains emplois civils, généralement des traducteurs, des journalistes, des ingénieurs téléphoniques ou des portiers dans des hôtels qui servaient des étrangers.
La réserve active a été considérablement élargie dans la Russie post-soviétique, lorsqu'une majorité de postes au sein de l'élite du pouvoir russe étaient occupés par des agents intérimaires ou infiltrés des services de sécurité de l'État russe, tels que le FSB et le SVR, les successeurs officiels du KGB. « La seule différence entre [les officiers de réserve active] et les fonctionnaires réguliers, c'est qu'ils ont un devoir supplémentaire : rédiger des rapports tous les mois pour le FSB. Ce sont les yeux du maître », a déclaré la sociologue Olga Krychtanovskaia.

## Contexte
Le personnel d'infiltration du KGB comprenait trois grandes catégories : la réserve active, les « contacts de confiance » (ou « personnes fiables »), et les « informateurs civils » (ou « assistants secrets »)
La « réserve active » comprenait des officiers du KGB ayant un grade militaire qui travaillaient sous couverture en Union soviétique. Les «contacts de confiance» étaient des civils haut placés qui collaboraient avec le KGB sans signer d'accords de travail officiels, tels que des directeurs de départements du personnel dans diverses institutions, des universitaires, des doyens ou des écrivains et acteurs. Les informateurs étaient des citoyens secrètement recrutés par le KGB, utilisant parfois des méthodes de recrutement musclées, comme le chantage. Le nombre précis de personnes appartenant aux diverses catégories reste inconnu, mais l'une des estimations était de 11 millions d'« informateurs » en Union soviétique, soit un citoyen adulte sur dix-huit.

## Histoire
La réserve active a été créée par Yuri Andropov à la fin des années 1960. Les « réservistes actifs » travaillaient dans toutes les organisations importantes, y compris la presse et la télévision.
Une « loi sur le renseignement extérieur » adoptée en août 1992 prévoyait des conditions de pénétration d'anciens officiers du KGB à tous les niveaux du gouvernement et de l'économie, puisqu'elle stipulait que « le personnel de carrière peut occuper des postes dans les ministères, départements, établissements, entreprises et organisations conformément aux exigences de cette loi sans compromettre leur association avec des agences de renseignement étrangères. » « Toutes les grandes entreprises doivent mettre des gens des services de sécurité au conseil d'administration... et nous savons que lorsque Loubianka appelle, ils doivent leur répondre », a déclaré un banquier russe. Un colonel actuel du FSB a expliqué que « Nous devons nous assurer que les entreprises ne prennent pas de décisions qui ne sont pas dans l'intérêt de l'État, ».
Olga Kryshtanovskaya, directrice du Centre d'étude des élites basé à Moscou, a découvert au début des années 2000 que jusqu'à 78 % des 1 016 personnalités politiques de premier plan de la Russie post-soviétique ont déjà servi dans des organisations affiliées au KGB ou FSB. Elle a déclaré : « Si dans la période soviétique et la première période post-soviétique, les gens du KGB et du FSB étaient principalement impliqués dans les questions de sécurité, maintenant la moitié est toujours impliquée dans la sécurité mais l'autre moitié est impliquée dans les affaires, les partis politiques, les ONG, les gouvernements régionaux, voire la culture. Ils ont commencé à utiliser toutes les institutions politiques. »

## Officiers de réserve actifs notables
De nombreux politiciens et hommes d'affaires démocrates russes ont embauché des officiers de la réserve active comme leurs plus proches associés. La plupart l'ont fait en connaissance de cause pour recevoir le soutien de la puissante organisation. Anatoli Sobtchak a demandé conseil à Oleg Kalouguine en 1990. Il a déclaré : « Je me sens isolé. J'ai besoin d'une personne qui puisse maintenir des contacts avec le KGB, qui contrôle la ville ». Très vite, Sobchak a embauché Vladimir Poutine qui serait resté dans la réserve active à cette époque.
Le magnat Mikhaïl Khodorkovski a embauché l'ancien général du KGB Alexei Kondaurov. Le maire de Moscou Iouri Loujkov avait Ievgueni Primakov, alors directeur du renseignement extérieur russe. En 1991, l'homme d'affaires Vladimir Goussinski a embauché le général Philipp Bobkov qui a supervisé l'ensemble du système de réserve active en Union soviétique. Bobkov a officiellement occupé le poste de chef de la sécurité dans la société Media Most qui appartenait à Gusinsky.